# The Modern Art of Jazz
The Modern Art of Jazz è un album di Zoot Sims, pubblicato dalla Dawn Records nel 1956. Il disco fu registrato l'11 e 18 gennaio 1956 a New York City, New York (Stati Uniti).

## Tracce
Lato A
1. September in the Rain – 5:07 (Al Dubin, Harry Warren)
2. Down at the Loft – 4:27 (John Williams)
3. Ghost of a Chance – 6:37 (Bing Crosby, Ned Washington, Victor Young)
4. No so Deep – 7:02 (Zoot Sims)

Lato B
1. Them There Eyes – 5:59 (Maceo Pinkard, William Tracey)
2. Our Pad – 4:42 (Bob Brookmeyer, Gus Johnson)
3. Dark Clouds – 4:31 (Zoot Sims)
4. One to Blow On – 5:29 (Zoot Sims)

Edizione CD del 1998, pubblicato dalla Dawn Records (DCD 101)
1. September in the Rain – 5:07 (Al Dubin, Harry Warren)
2. Down at the Loft – 4:27 (John Williams)
3. Ghost of a Chance – 6:37 (Bing Crosby, Ned Washington, Victor Young)
4. No so Deep – 7:02 (Zoot Sims)
5. Them There Eyes – 5:59 (Maceo Pinkard, William Tracey)
6. Our Pad – 4:42 (Bob Brookmeyer, Gus Johnson)
7. Dark Clouds – 4:31 (Zoot Sims)
8. One to Blow On – 5:29 (Zoot Sims)
9. When the Blues Come On – 4:37 (Al Cohn, Chuck Darwin) – Bonus Track
10. Buried Gold – 6:16 (Zoot Sims) – Bonus Track

## Musicisti
- Zoot Sims - sassofono tenore
- Bob Brookmeyer - trombone a pistoni
- John Williams - pianoforte
- Milt Hinton - contrabbasso
- Gus Johnson - batteria[5]